# Neuropilin-1 and Leucine-rich Repeat containing Protein 15
Neuropilin-1 and Leucine-rich Repeat containing Protein 15 (LRRC15) ist ein Membranprotein und Resistenzfaktor, das als Reaktion auf Tumoren und virale Infektionen vermehrt gebildet wird. Vermutlich ist LLRC15 beteiligt an der Resistenz gegen schwere Verläufe einer Infektion mit SARS-CoV-2.

## Eigenschaften
LRRC15 dient Zell-Zell-Kontakten und der Bindung an die extrazelluläre Matrix. In normalen Geweben wird LLRC15 kaum gebildet. Dagegen tritt es in Anwesenheit von Tumoren sowohl in den umgebenden Fibroblasten als auch auf manchen Tumorzellen mesenchymalen Ursprungs auf (Sarkom, Melanom, Glioblastom). Daher wird LRRC15 zur Behandlung von Tumoren untersucht. Das Spike-Glykoprotein von SARS-CoV-2 bindet an LRRC15. Nach Bindung an LRRC15 unterdrückt LRRC15 die Biosynthese von Kollagen und fördert die Biosynthese von verschiedenen antiviralen Proteinen wie IFIT, OAS und Proteinen der Mx-Familie.
LRRC15 bindet von der extrazellulären Matrix Laminin, Fibronectin und Kollagen. Die Genexpression von LRRC15 wird durch den Botenstoff der Immunantwort TGF-β induziert.

## Struktur
LRRC15 besteht zum größten Teil aus parallel angeordneten β-Faltblatt-Strukturen. Das Signalpeptid am N-Terminus (Position 1–21) wird durch Proteasen abgespalten. Die mit Abstand größte Proteindomäne liegt extrazellulär (22–538), wohingegen die Transmembrandomäne (539–559) und die intrazelluläre Proteindomäne (560–581) deutlich kürzer sind. Es ist an N75 und N369 glykosyliert. Der Name stammt von 17 Leucine-rich Repeats in der extrazellulären Domäne.